# Gora Voejkova
Gora Voejkova (englische Transkription von russisch Гора Воейкова Gora Wojeikowa, deutsch ‚Wojeikow-Berg‘) ist ein Nunatak im ostantarktischen Coatsland. Er ragt in der Herbert Mountains nahe dem Zentrum der Shackleton Range auf.
Russische Wissenschaftler benannten ihn nach dem russischen Klimaforscher Alexander Iwanowitsch Wojeikow (1842–1916).